# Werraaltarm und Werraaue bei Albungen
Werraaltarm und Werraaue bei Albungen ist der Name eines 26 Hektar großen Naturschutzgebiets im nordhessischen Werra-Meißner-Kreis. Es liegt am südwestlichen Ortsende des Eschweger Stadtteils Albungen, in einem isolierten Bereich, der westlich von der Bundesstraße 27 und östlich von einem Bahndamm begrenzt wird. Geschützt werden der Altarm, eine ehemalige Flussschleife die durch eine Flussbegradigung von der Werra getrennt wurde und der durch Kiesabbau entstandene Albunger See mit der nördlich des Sees liegenden Fläche, auf der sich ein Auenwald entwickelt hat. Das Schutzgebiet beherbergt seltene und gefährdete Pflanzen- und Tierarten und gilt als ein wichtiger Rast-, Nahrungs- und Brutplatz für zahlreiche Vogelarten.
Das Naturschutzgebiet befindet sich im „Geo-Naturpark Frau-Holle-Land“. Nach der naturräumlichen Gliederung Deutschlands des Instituts für Landeskunde Bad Godesberg  wird das Gelände dem „Albunger Werratal“ (358.30) und der „Schwebda-Jestädter Werraaue“ (358.20) zugeordnet. Nach Westen geht der Bereich in das „Soodener Bergland“ (358.02) und das „Weidenhäuser Hügelland“ (358.23) über und östlich grenzt es an das „Südliche Gobertvorland“ (358.52). Sie sind alle Teileinheiten des „Unteren Werraberglands“ (358) in der Haupteinheitengruppe des „Osthessischen Berglands“.

## Schutzgebiet
Dem Bau der Bahnlinie von Bebra nach Göttingen in den 1870er Jahren ist das Vorhandensein des Altarms der Werra zu verdanken. Um mit möglichst geringen Steigungen und Gefälle fahren zu können, wurde teilweise die Landschaft der Strecke angepasst. So verlegte man während der Baumaßnahmen das Bett der Werra, um mit einer Begradigung die Errichtung von zwei Brücken über die Flussschleife zu vermeiden. In der Zeit des Baus der Bebra-Friedländer Bahn, wie sie früher genannt wurde, fuhren noch Schiffe von den Seehäfen auf Weser und Werra bis nach Wanfried. Die Befürchtung in der damaligen Zeit war, dass mit den Brücken die Schifffahrt nicht mehr möglich gewesen wäre.
Der Altarm der Werra und der See, der auf einer ehemaligen Kiesabbaufläche entstanden ist, bilden die Kernfläche des Schutzgebiets. Als naturnahe Stillgewässer werden sie nach den FFH-Habitatrichtlinien dem Lebensraumtyp 3150 zugerechnet.
Nach dem Gutachten über den Erhaltungszustand innerhalb des Gebietes, das im Rahmen der Berichtspflicht gegenüber der EU-Kommission im Auftrag der Oberen Naturschutzbehörde des Regierungspräsidiums Kassel erstellt wurde, weisen die Stillgewässer eine üppige Wasserpflanzenvegetation auf. Die in den Jahren 2003 und 2004 veröffentlichte Grunddatenerfassung rechnet die Pflanzen den Untergetauchten Laichkrautgesellschaften zu. Im Albunger Baggersee kommen vor allem großflächige, dichte Bestände des Rauhen Hornblatts vor. Weitere Arten sind nur selten vorhanden. Die Hornblatt-Gesellschaft ist an sehr nährstoffreiche Standorte angepasst. Die bis über einen Meter dicke Humusschicht des Sees wurde durch die abgestorbenen Laichkräuter selber gebildet.
Im Altarm ist die Wasserpflanzenvegetation artenreicher ausgebildet. Als floristisch-vegetationskundliche Besonderheit wurde im Südteil des Albunger Altarms ein Massenbestand der Armleuchteralge (Chara hispida) gefunden. Armleuchteralgen sind an extreme Wuchsbedingungen angepasst und wachsen am Grund von Gewässern mit sehr sauberem und nährstoffarmem Süßwasser. Diese Bedingungen sind vermutlich im Altarm gegeben. Neben der Vielfalt an unterschiedlichen Ausprägungen der Wasserpflanzen finden sich auch Verlandungszonen mit größeren Schilf-Röhrichten sowie alt- und totholzreiche Ufergehölze mit überhängenden Ästen, die für Vögel und Libellen von großer Bedeutung sind.
Angrenzend an den Altarm hat sich ein Bachuferwald mit Erlen, Eschen und Weiden entwickelt, der dem Lebensraumtyp 91E0* „Erlen-Eschenauenwälder und Weichholzauenwälder“ zugeordnet wird. Er gehört aus EU-Sicht zu den prioritären Lebensräumen die besonders bedroht sind und für die eine besondere Verantwortung für ihre Erhaltung besteht. Mangels dynamischer Vorgänge zeigt der Auenwald Übergänge zu Bruch- und Sumpfwäldern, wie sie für verlandende Stillgewässer charakteristisch sind. Am Albunger Kiessee und auf der nördlich angrenzenden Fläche hat sich ein standortgerechter Laubwald entwickelt. Daneben finden sich Flachwasserzonen und vegetationsfreie Kiesbänke. Auch Röhrichte sind entstanden, die einer artenreichen Vogelwelt Lebensraum bietet.

## Fauna
Im Rahmen der Untersuchungen für die Grunddatenerhebung des FFH-Gebiets „Jestädter Weinberg/Werraaltarm und –aue bei Albungen“ wurden bei Begehungen in dem Auenwaldbereich mehr als 70 Vogelarten beobachtet. Von ihnen werden die Wasservogelarten Haubentaucher, Höckerschwan, Teich- und Blässhuhn, Stock- und Reiherente als gebietsprägend gewertet. Eine eigenständige Vogelgemeinschaft wiesen die Verlandungsbereiche der Stillgewässer auf. Als typische Arten galten hier Rohrammer und Teichrohrsänger und als bemerkenswert die Vorkommen von Blaukehlchen und Wasserralle. An der Werra und der, in die Werra mündenden Berka, wurden Eisvogel und Gebirgsstelze gesehen und die dichten Ufergehölze, besonders am Altarm, besiedeln Fitis, Zilpzalp, Kuckuck, Beutelmeise, Grauschnäpper, Grauspecht, Gelbspötter und Nachtigall. Als eine Besonderheit im Gebiet galt der erste Brutnachweis des in Nordhessen seltenen Schwarzmilans im mittleren Bereich des Altarms.
Von den insgesamt im Gebiet festgestellten 26 Libellenarten haben die meisten ihren Lebensraum um die Stillgewässer westlich der Bahnlinie im Naturschutzgebiet Allerdings sind auch die wasserlosen Hangbereiche des benachbarten Jestädter Weinbergs in der Reifungsphase oder als Nahrungs- und Ruhehabitat von Bedeutung. Die Mehrzahl der hier lebenden Arten gelten als relativ anspruchslos und weit verbreitet. Von ihnen sind Blaugrüne und Herbst-Mosaikjungfer, Große Königslibelle, Hufeisen-Azurjungfer, Gemeine Becherjungfer, Blutrote Heidelibelle, Blaue Federlibelle, Weidenjungfer und Großer Blaupfeil häufig anzutreffen. Zu den charakteristischen Arten des Altarms gehören Fledermaus-Azurjungfer und Kleine Mosaikjungfer. Sie werden wie Großes und Kleines Granatauge, die den Schwimmpflanzenbewuchs des stehenden Gewässers besiedeln, in der aktuellen Roten Liste der Libellen Hessens als stark gefährdet oder gefährdet geführt. Als bedroht angesehen werden ebenfalls Gemeine Winterlibelle und Südlicher Blaupfeil. Sie sind, wie alle einheimischen Libellen, durch die Bundesartenschutzverordnung geschützt.

## Unterschutzstellung

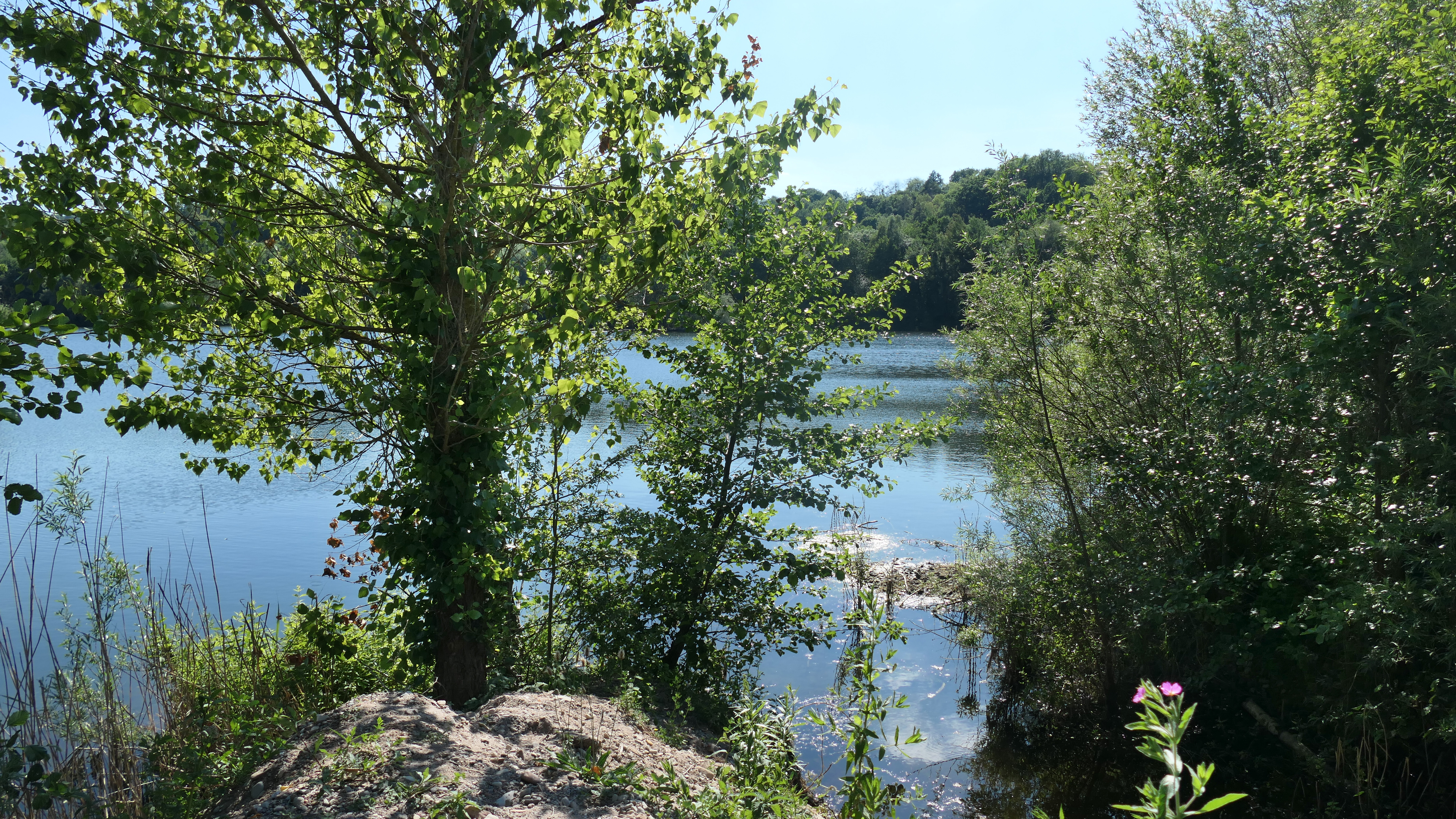
Uferbewuchs des Sees, der auf einer ehemaligen Kiesabbaufläche entstanden ist

Einen ersten Schutzstatus erhielt die in der Schleife des Altarms liegende Fläche im Jahr 1984. Mit einer einstweiligen Sicherstellung sollte der rund 16 Hektar große Bereich, in dem in dieser Zeit noch ein von Norden nach Süden fortschreitender Kiesabbau betrieben wurde, als Regenerationsgebiet für ein künftiges Naturschutzgebiet reserviert werden. Absicht der damaligen hessischen Landesregierung war es, zwanzig Prozent der Kiesgruben für den Naturschutz zu sichern. Zwar gab es im Werratal bereits zahlreiche aufgelassene Kiesgruben, viele dienten jedoch der Erholung, wurden für Freizeitaktivitäten genutzt und teilweise intensiv beangelt. Die „Albunger Aue“ dagegen sollte mit weiteren Kiesseen ein System von Feuchtgebieten als Refugien für bestandsgefährdete Tier- und Pflanzenarten bilden. Die Ausweisung als Naturschutzgebiet mit einer Größe von 5,60 Hektar folgte im Jahr 1989, mit dem Zweck der Erhaltung „eines im Naturraum seltenen, mit typischer Vegetation bestandenen Werra-Altarmes, der Lebensraum für eine Vielzahl gefährdeter und vom Aussterben bedrohter Tierarten bietet“. Eine erneute Ausweisung, mit einer jetzt auf rund 26 Hektar vergrößerten Fläche folgte im Jahr 1995, mit dem Ziel, „den bogenförmigen Altarmbereich der Werra einschließlich der gestalteten Wasserfläche zu schützen, um den hier vorkommenden seltenen Tier- und Pflanzenarten einen Lebensraum zu erhalten und diesen durch Pflegemaßnahmen weiter zu entwickeln“. Das Schutzgebiet hat die nationale Nummer 1636020 und in den WDPA-Code 166252.
Im Rahmen der der Umsetzung der Fauna-Flora-Habitat-Richtlinie wurde das Naturschutzgebiet mit dem benachbarten Naturschutzgebiet „Jestädter Weinberg“ im April 1999 der EU-Kommission für das länderübergreifende Netz besonderer Schutzgebiete „Natura 2000“ gemeldet. Aus naturschutzfachlicher Sicht lag die Schutzwürdigkeit des Gebiets in der hessenweiten Bedeutung für seltene und gefährdete Pflanzen- und Tierarten sowie als wichtiges Rast-, Nahrungs- u. Brutbiotop für zahlreiche Vogelarten. Neben dem Gebietsmanagement und dem damit verbundenen Monitoring forderte die EU eine förmliche Schutzerklärung, die im Januar 2008 mit der „Verordnung über Natura 2000-Gebiete in Hessen“ erfolgte. Das FFH-Gebiet mit einer Größe von 87 Hektar hat die Bezeichnung „Jestädter Weinberg / Werraaltarm u. -aue bei Albungen“, die Gebietsnummer 4624-303 und den WDPA-Code 555520065.
Werraaltarm und Werraaue liegen vollständig im Landschaftsschutzgebiet „Auenverbund Werra“. Es wurde im Jahr 1992 eingerichtet, um die verschiedenen Wiesen- und Ufervegetationstypen zu schützen und naturnahe Gewässerabschnitte zu erhalten oder sie wieder herzustellen. Das aus mehreren, unterschiedlich großen Teilgebieten bestehende Schutzgebiet besitzt eine Größe von rund 4000 Hektar und erstreckt sich entlang der mittleren und unteren Werra in den Landkreisen Hersfeld-Rotenburg und Werra-Meißner.

## Besucherhinweis
Das Naturschutzgebiet ist nicht durch Wirtschafts- und Wanderwege erschlossen. Der fast lückenlose Saum von Gehölzen und Hochstauden lässt von außerhalb nur an wenigen Stellen den Blick auf die Wasserflächen des Altarms und Sees zu.